# Iris Runge
Pour les articles homonymes, voir Runge.
Iris Anna Runge (1er juin 1888-27 janvier 1966) est une mathématicienne appliquée et physicienne allemande.

## Biographie et travaux
Iris Runge est l'aînée de six enfants du mathématicien Carl Runge. Elle commence à étudier la physique, les mathématiques et la géographie à l'université de Göttingen en 1907, dans le but de devenir enseignante. À cette époque, elle n'assiste qu'aux conférences, car les femmes ne sont autorisées à étudier formellement dans les universités prussiennes qu'en 1908–1909. Elle assiste à des conférences données par son père et passe un semestre à l'Université Louis-et-Maximilien de Munich avec Arnold Sommerfeld, ce qui a conduit à sa première publication, Anwendungen der Vektorrechnung auf die Grundlagen der Geometrischen Optik (Applications des calculs vectoriels aux principes fondamentaux de la géométrie optique) dans Annalen der Physik. Après avoir réussi ses examens d'État (examen d'enseignant supérieur) en 1912, elle enseigne dans plusieurs écoles (Lyzeum Göttingen, Oberlyzeum Kippenberg près de Brême). Elle retourne à l'université en 1918 pour étudier la chimie. Elle passe l'examen complémentaire des enseignants en 1920. En 1920, elle travaille comme professeure à Schule Schloss Salem. Elle obtient son doctorat en 1921 sous la direction de Gustav Tammann (en), avec une thèse intitulée Über Diffusion im festen Zustande (Sur la diffusion à l'état solide). En tant qu'étudiante, elle est assistante personnelle de Leonard Nelson. Pendant le bouleversement politique en Allemagne après la Première Guerre mondiale, elle est active dans la campagne électorale du Parti social-démocrate d'Allemagne (SPD), qui à cette époque applique le droit de vote des femmes en Allemagne. Elle rejoint le parti en 1929.
En 1923, elle abandonne l'enseignement et travaille à Osram en tant que mathématicienne industrielle. Ellen Lax, qui a obtenu son doctorat en 1919 sous la direction de Walther Nernst, était la collègue de Runge là-bas. Là, conformément aux produits de l'entreprise (ampoules et tubes radio ), elle a travaillé sur les problèmes de conduction thermique, l'émission d'électrons dans les tubes et les statistiques de contrôle qualité en production de masse. Sur le dernier sujet, Runge a co-écrit un manuel alors standard. En 1929, elle est promue haut fonctionnaire de l'entreprise. À partir de 1929, elle travaille au département des tubes radio, et après l'acquisition du département par Telefunken en 1939, elle déménage pour travailler dans la nouvelle entreprise jusqu'à la dissolution du laboratoire en 1945.
Après 1945, elle enseigne au centre d'éducation des adultes de Spandau et est assistante de recherche à l'université technique de Berlin. En 1947, elle obtient son diplôme de professeur à l'université Humboldt de Berlin. Sa conférence inaugurale est intitulée Über das Rauschen von Elektronenröhren ("Sur le bruit dans les tubes électroniques"); ses travaux publiés sont acceptés au lieu d'une thèse d'habilitation. En 1947, on lui a offre un poste d'enseignante et elle travaille jusqu'en 1949 en tant qu'assistante de Friedrich Möglich (de), président de la division de physique théorique à l'Université Humboldt. En novembre 1949, elle est nommée chargée de cours, et en juillet 1950, elle devient professeure avec une mission d'enseignement. Elle est l'une des trois femmes professeurs de la Faculté de mathématiques et de sciences naturelles, les deux autres étant Elisabeth Schiemann et Katharina Boll-Dornberger. À partir de mars 1949, elle travaille à nouveau à temps partiel pour Telefunken. En 1952, elle devient professeure émérite à l'Université Humboldt, où elle donne des cours de physique théorique jusqu'au semestre d'été de 1952. Elle vit à Berlin-Ouest jusqu'en 1965, puis déménage pour vivre avec son frère à Ulm.
Elle a traduit le livre Qu'est-ce que les mathématiques ? de Richard Courant (qui était marié à une de ses sœurs) et Herbert Robbins en allemand, et a écrit une biographie de son père, Carl Runge und sein wissenschaftliches Werk ("Carl Runge et ses travaux scientifiques").

## Publications
- Arnold Sommerfeld, Iris Runge, Anwendungen der Vektorrechnung auf die Grundlagen der Geometrischen Optik ("Applications des calculs vectoriels aux principes fondamentaux de l'optique géométrique"), Annalen der Physik, Vol. 340, 1911, p. 277–298.
- Richard Becker (en), Hubert Plaut, Iris Runge, Anwendungen der mathématique Statistik auf Probleme der Massenfabrikation ("Applications des statistiques mathématiques aux problèmes de la production de masse"), Springer Verlag 1927.
- Iris Runge, Carl Runge und sein wissenschaftliches Werk ("Carl Runge et ses travaux scientifiques"), Vandenhoeck et Ruprecht, Göttingen, 1949 (réimprimé d'Abh. Akad. Wiss. Göttingen)